# St. Rupertus (Amerang)

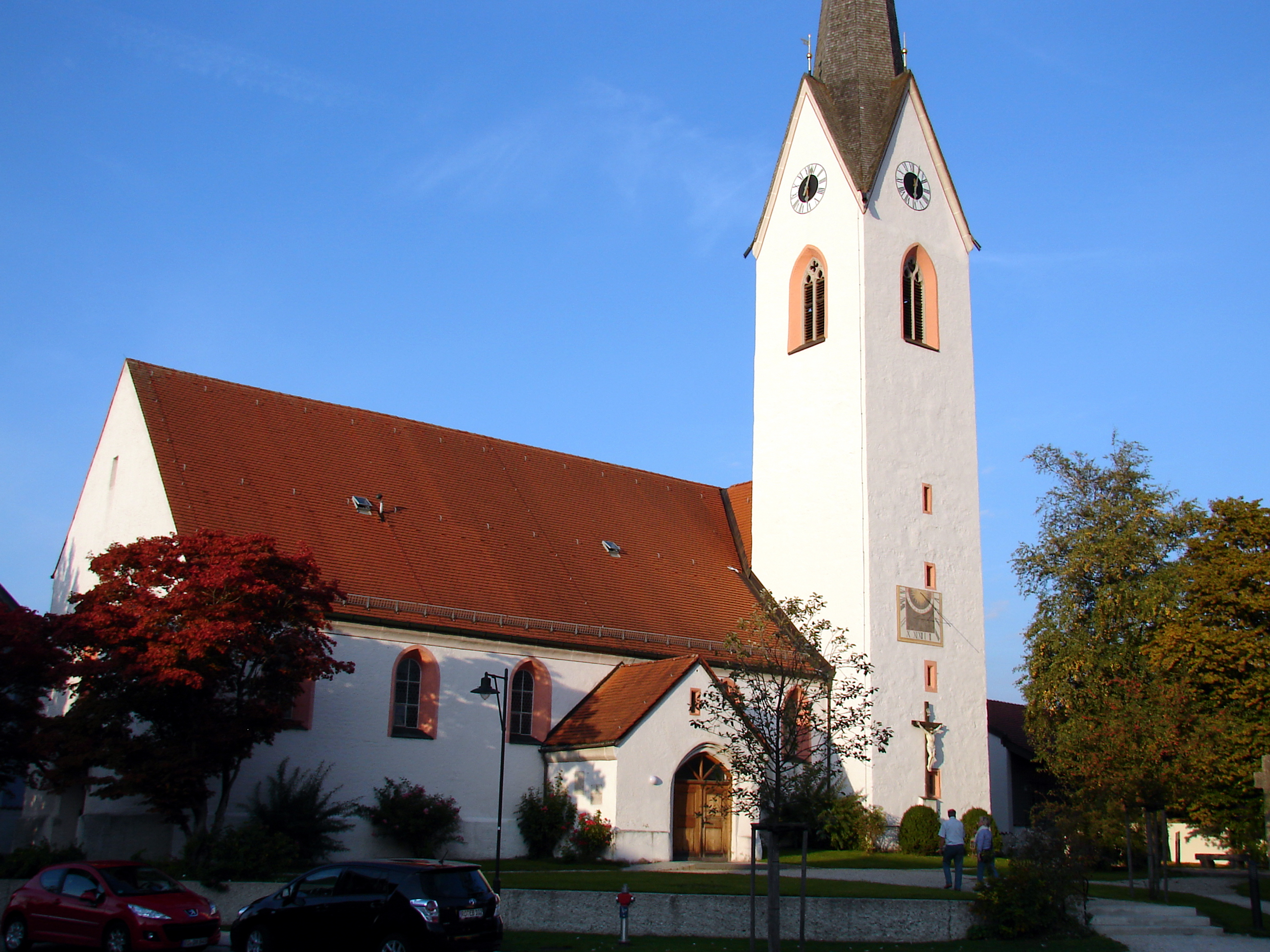
St. Rupertus (2013)

Die Pfarrkirche St. Rupertus ist eine römisch-katholische Kirche in der Gemeinde Amerang im oberbayerischen Landkreis Rosenheim.

## Geschichte
Die Kirche wurde 1354 erstmals genannt und 1367 baulich vollendet. Nach 1474 erfolgte der Anbau eines südlichen Seitenschiffes sowie die Durchbrechung der Langhauswand für eine Grabstätte der Laiminger. 1506 wurde die Kirche erneut geweiht. Im 18. Jahrhundert erfolgte eine Barockisierung mit dem Abschlagen der gotischen Gewölberippen und der Anbau einer Sakristei. 1866 erhielt der Turm einen Spitzhelm. 1958/1959 erfolgte eine Erweiterung der Kirche nach Westen. Von 1985 bis 1987 erfolgte eine Renovierung.

## Architektur
Die Kirche ist ein Saalbau mit einer Stichkappentonne und einem Seitenschiff und einem gering eingezogenen Chor mit dreiseitigem Schluss und einem Südturm. Im Chor ist ein Fresko Taufe des bayerischen Herzogs Theodo durch den hl. Rupert (um 1750) mit Darstellungen der Propheten des Alten Bundes und der vier lateinischen Kirchenlehrer. Die Deckenbilder im Langhaus und im Seitenschiff entstanden 1958.

## Ausstattung
Die Altäre und die Kanzel entstanden um 1750. Das Hochaltarbild zeigt die Gründung von Altötting durch die Übergabe des Gnadenbildes durch den hl. Rupert. Seitlich stehen die römischen Märtyrerheiligen Sebastian und Florian. Das Auszugsbild zeigt die Krönung Mariens. Der nördliche Seitenaltar trägt eine Muttergottesfigur und zeigt im Auszugsbild den Tod des hl. Franz Xaver. Der südliche Seitenaltar trägt die Figur hl. Barbara aus der 2. Hälfte des 17. Jahrhunderts und zeigt im Auszugsbild die hl. Katharina. Die Kanzel mit Symbolen der vier Evangelisten entstand um 1750/1760. An der nördlichen Langhauswand steht die Figur hl. Johann Nepomuk um 1750. Im Seitenschiff befindet sich ein lebensgroßes Kruzifix aus dem Anfang des 16. Jahrhunderts. Eine glasierte Terrakottatafel zeigt die Stifterfamilie um ein Kreuz kniend mit M.K.1553 bezeichnet. Am Südportal ist eine Kopie Gnadenbild Maria von Altötting mit 1496 bezeichnet und darüber Statuetten mit den Zwölf Aposteln um 1740. Die Kreuzwegbilder entstanden um 1800. Das spätgotische achteckige Weihwasserbecken aus Rotmarmor mit dem Wappen der Laiminger steht unter der Empore. Die Figur Christus in der Rast mit originaler Fassung entstand um 1640. Im Chor steht die ehemalige Tumbadeckplatte für Jörg von Laiming († 1476) und seine Gemahlin, ein Werk von Franz Sickinger, es zeigt das adelige Paar unter dem Flachrelief des Schmerzensmannes kniend. Ebenso ist die Grabplatte des letzten Scaligers erhalten, Johann Dietrich von der Leiter († 1598).